# Meridià 76 a l'est
El meridià 76 a l'est de Greenwich és una línia de longitud que s'estén des del pol Nord travessant l'oceà Àrtic, Àsia, l'oceà Índic, l'oceà Antàrtic i l'Antàrtida fins al pol Sud.
El meridià 76 a l'est forma un cercle màxim amb el meridià 104 a l'oest. Com tots els altres meridians, la seva longitud correspon a una semicircumferència terrestre, uns 20.003,932 km. Al nivell de l'Equador, és a una distància del meridià de Greenwich de 8.460 km.

## De Pol a Pol
Començant en el pol Nord i dirigint-se cap al pol Sud, aquest meridià travessa:
| Coordenades                             | País, territori o mar        | Notes |
| --------------------------------------- | ---------------------------- | --- |
| 90° 0′ N, 76° 0′ E / 90.000°N,76.000°E  | Oceà Àrtic                   | |
| 81° 6′ N, 76° 0′ E / 81.100°N,76.000°E  | Mar de Kara                  | Passa a l'oest de l'illa Vize, Rússia |
| 73° 31′ N, 76° 0′ E / 73.517°N,76.000°E | Rússia                       | Illa Vilkitski |
| 73° 30′ N, 76° 0′ E / 73.500°N,76.000°E | Mar de Kara                  | Passa a l'oest de l'illa Neupokoieva, Rússia |
| 71° 53′ N, 76° 0′ E / 71.883°N,76.000°E | Rússia                       | Península de Guidan |
| 71° 52′ N, 76° 0′ E / 71.867°N,76.000°E | Badia de Khalmier            | |
| 71° 11′ N, 76° 0′ E / 71.183°N,76.000°E | Rússia                       | Península de Guidan |
| 69° 15′ N, 76° 0′ E / 69.250°N,76.000°E | Estuari del Taz              | |
| 68° 58′ N, 76° 0′ E / 68.967°N,76.000°E | Rússia                       | |
| 54° 13′ N, 76° 0′ E / 54.217°N,76.000°E | Kazakhstan                   | Passa a través del Llac Balkhaix |
| 42° 56′ N, 76° 0′ E / 42.933°N,76.000°E | Kirguizstan                  | |
| 40° 23′ N, 76° 0′ E / 40.383°N,76.000°E | República Popular de la Xina | Xinjiang |
| 36° 28′ N, 76° 0′ E / 36.467°N,76.000°E | Pakistan                     | Gilgit-Baltistan - per uns 11 km, reclamat per Índia |
| 36° 22′ N, 76° 0′ E / 36.367°N,76.000°E | República Popular de la Xina | Xinjiang - per uns 8 km |
| 36° 17′ N, 76° 0′ E / 36.283°N,76.000°E | Pakistan                     | Gilgit-Baltistan - per uns 14 km, reclamat per Índia |
| 36° 10′ N, 76° 0′ E / 36.167°N,76.000°E | República Popular de la Xina | Xinjiang - per uns 16 km |
| 36° 1′ N, 76° 0′ E / 36.017°N,76.000°E  | Pakistan                     | Gilgit-Baltistan - reclamat per Índia |
| 34° 38′ N, 76° 0′ E / 34.633°N,76.000°E | Índia                        | Jammu i Caixmir - reclamat per Pakistan · Himachal Pradesh · Jammu i Caixmir - per uns 3 km, reclamat per Pakistan · Himachal Pradesh · Punjab · Haryana · Rajasthan · Madhya Pradesh · Maharashtra · Karnataka · Kerala |
| 10° 36′ N, 76° 0′ E / 10.600°N,76.000°E | Oceà Índic                   | |
| 60° 0′ S, 76° 0′ E / 60.000°S,76.000°E  | Oceà Antàrtic                | |
| 69° 33′ S, 76° 0′ E / 69.550°S,76.000°E | Antàrtida                    | Territori Antàrtic Australià, reclamada per Austràlia |